# Польський ліс (заповідне урочище)
По́льський Ліс — заповідне урочище місцевого значення в Україні. Об'єкт розташований на території Кропивницького району Кіровоградської області, на захід від села Овсяниківка.
Площа 83,3 га. Статус присвоєно згідно з рішенням Кіровоградської обласної ради № 158 від 28.03.2003 року. Перебуває у віданні: Кіровоградська районна державна адміністрація (Оникиївске лісництво, кв. 65).
Статус присвоєно для збереження лісового масиву, в якому переважають ясенево-грабові та ясенево-кленові насадження. У трав'яному потриві зростають рідкісні види: лілія лісова, шоломниця висока.

## Галерея

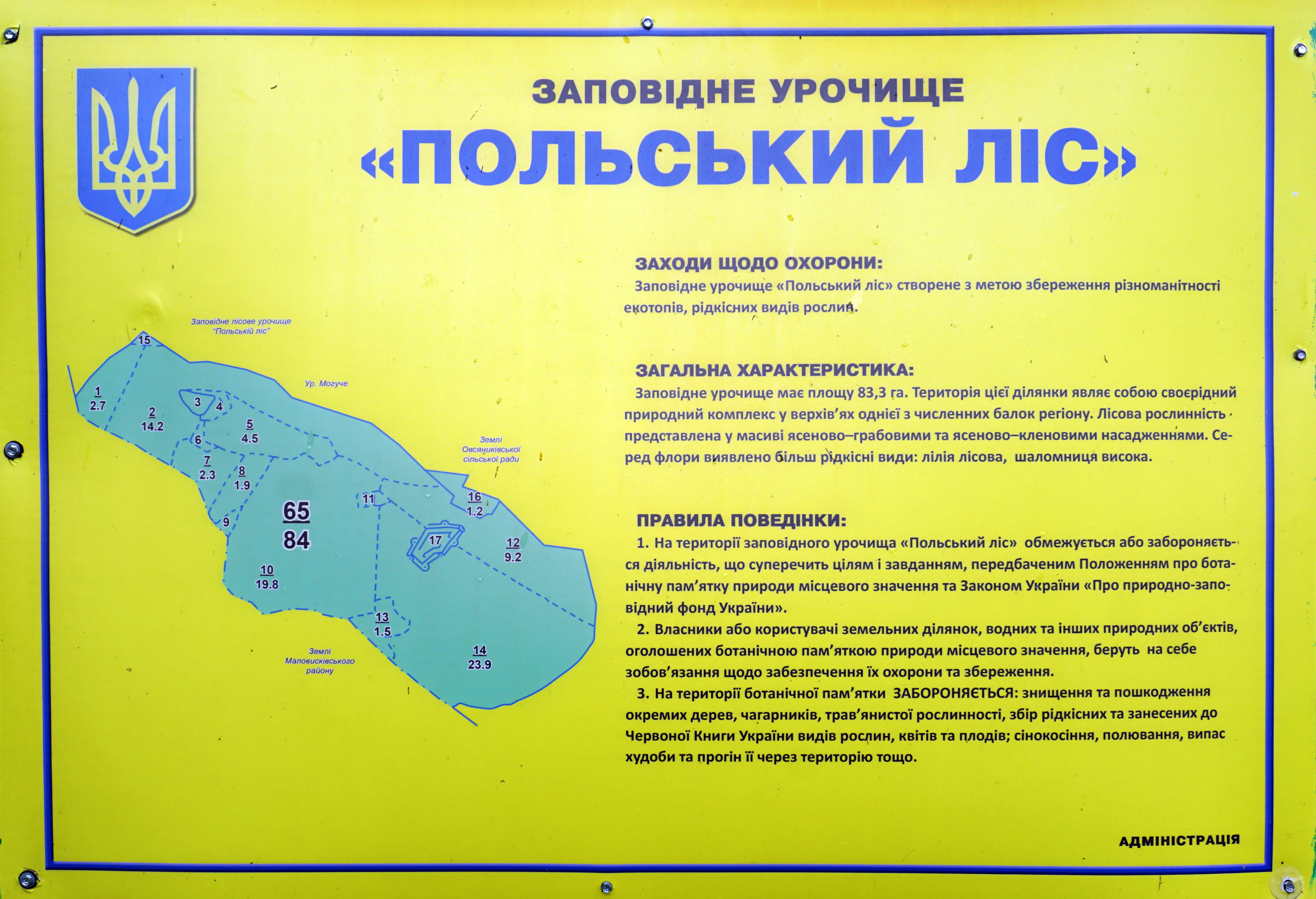
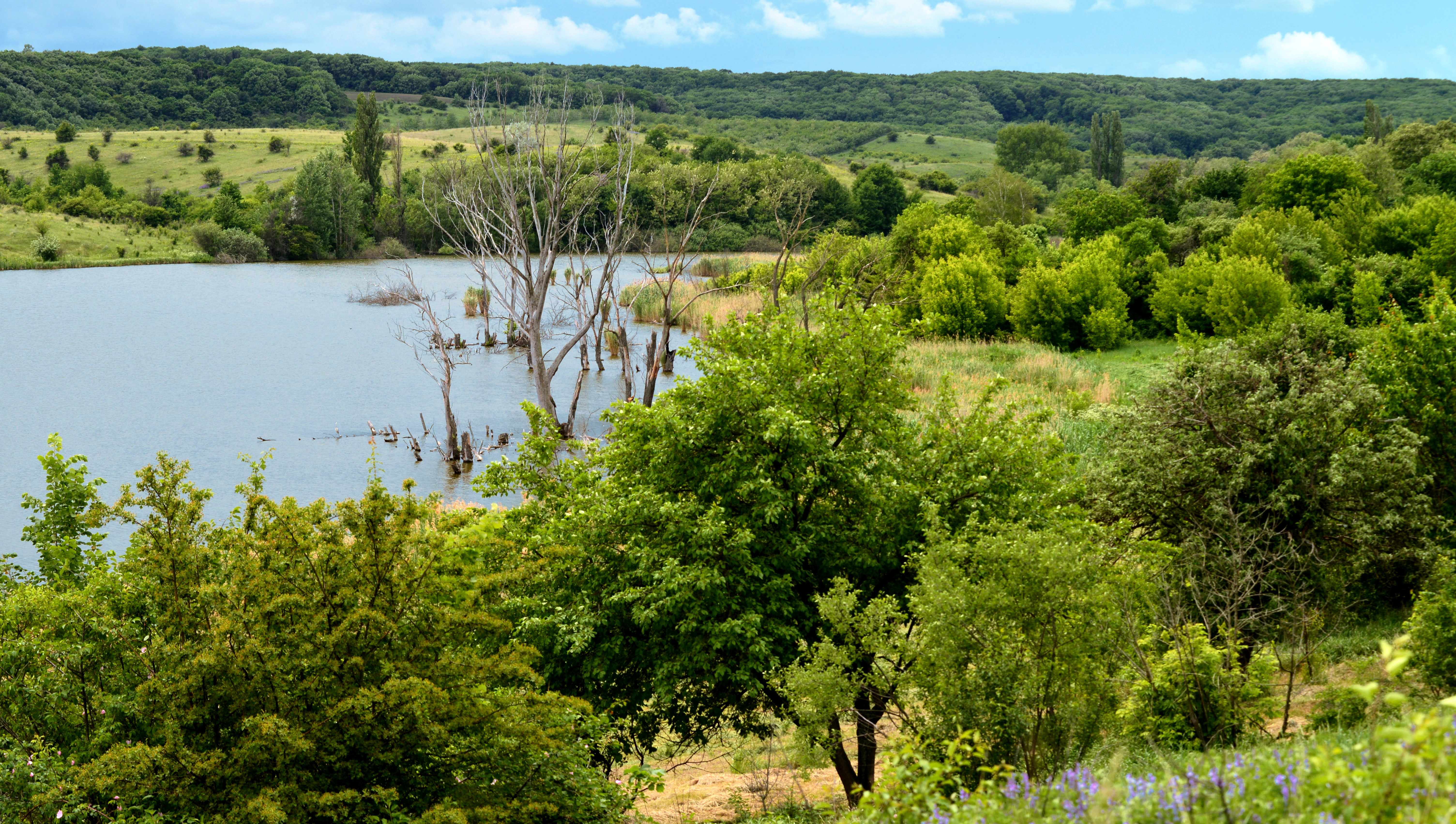
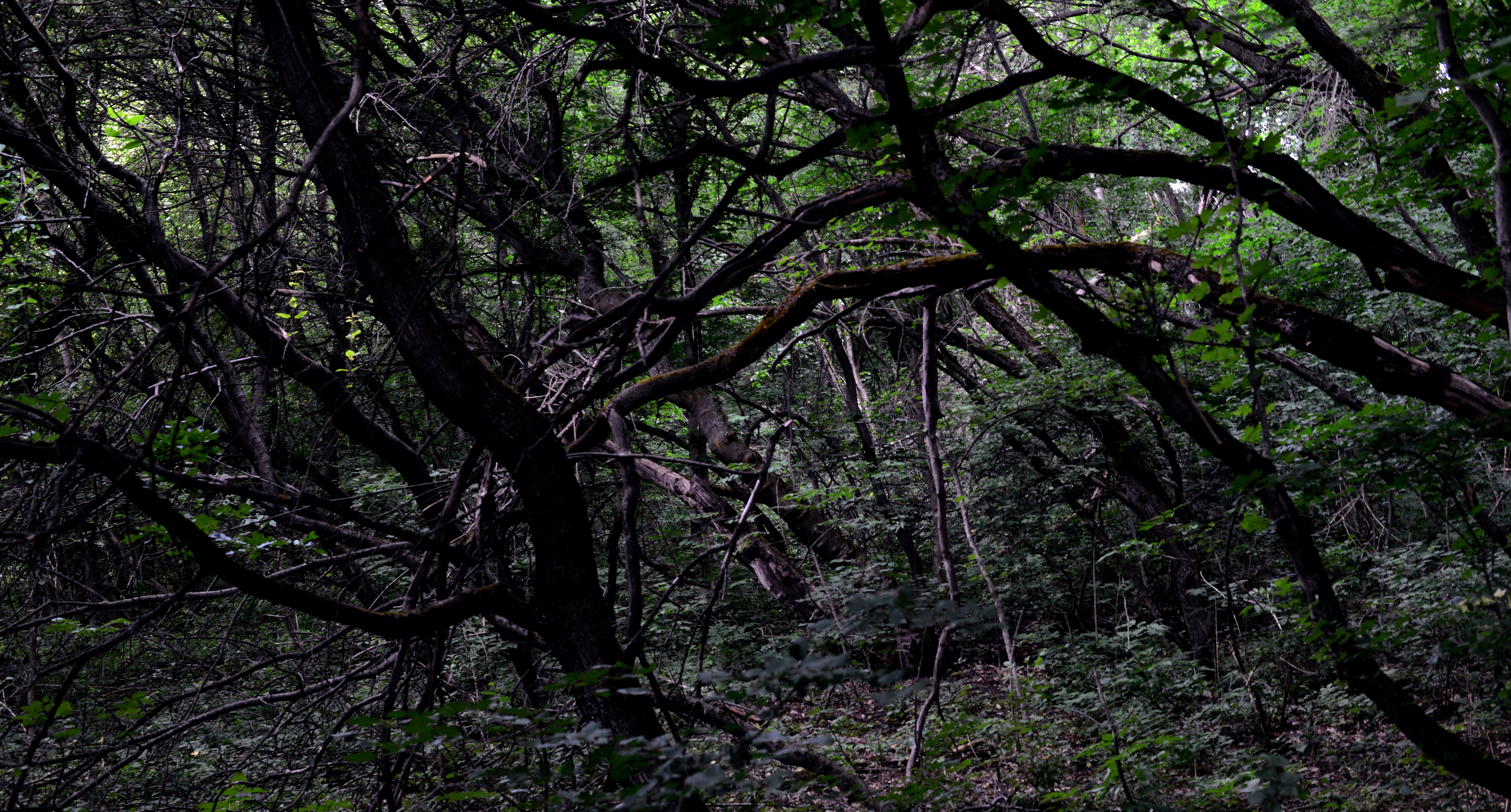
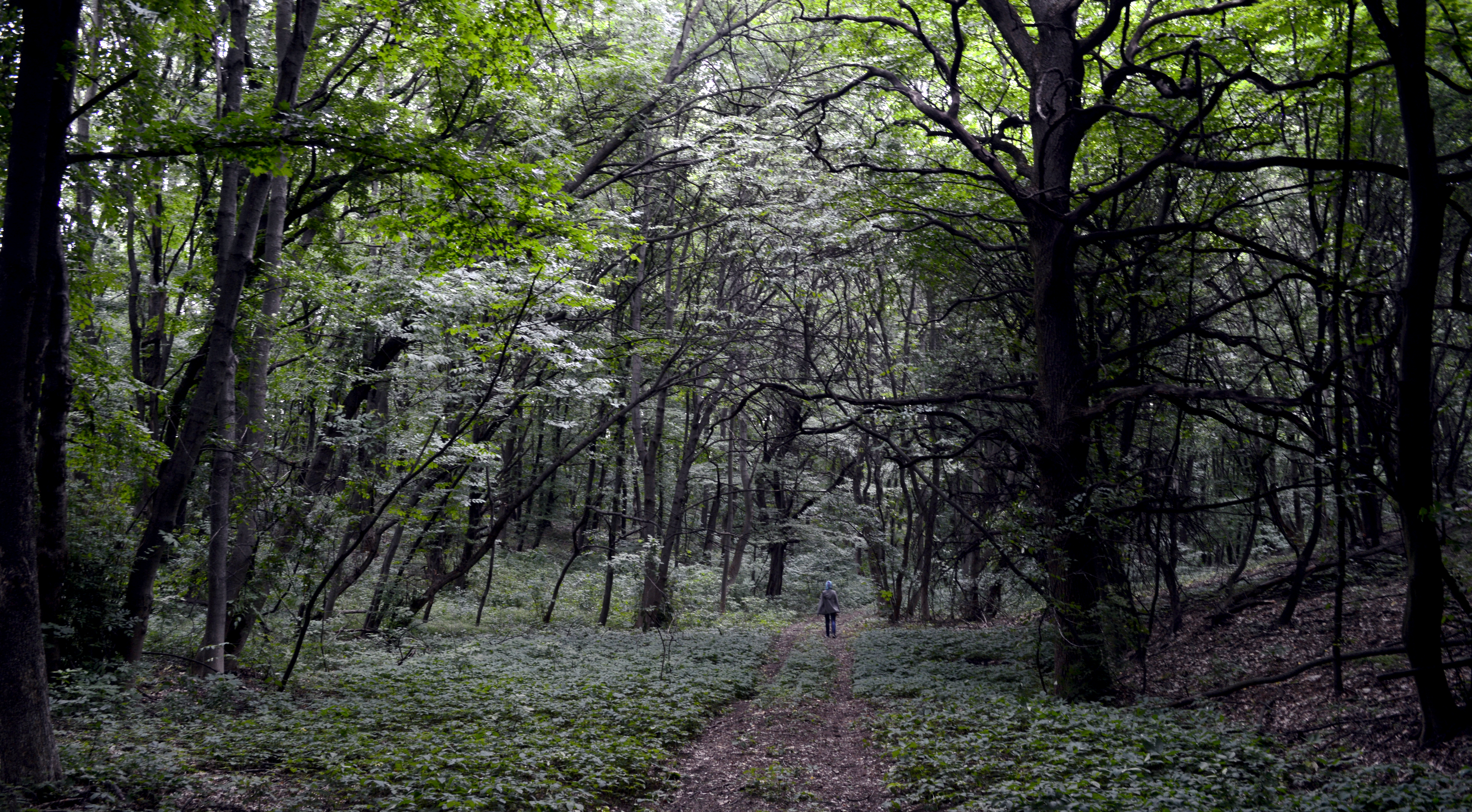
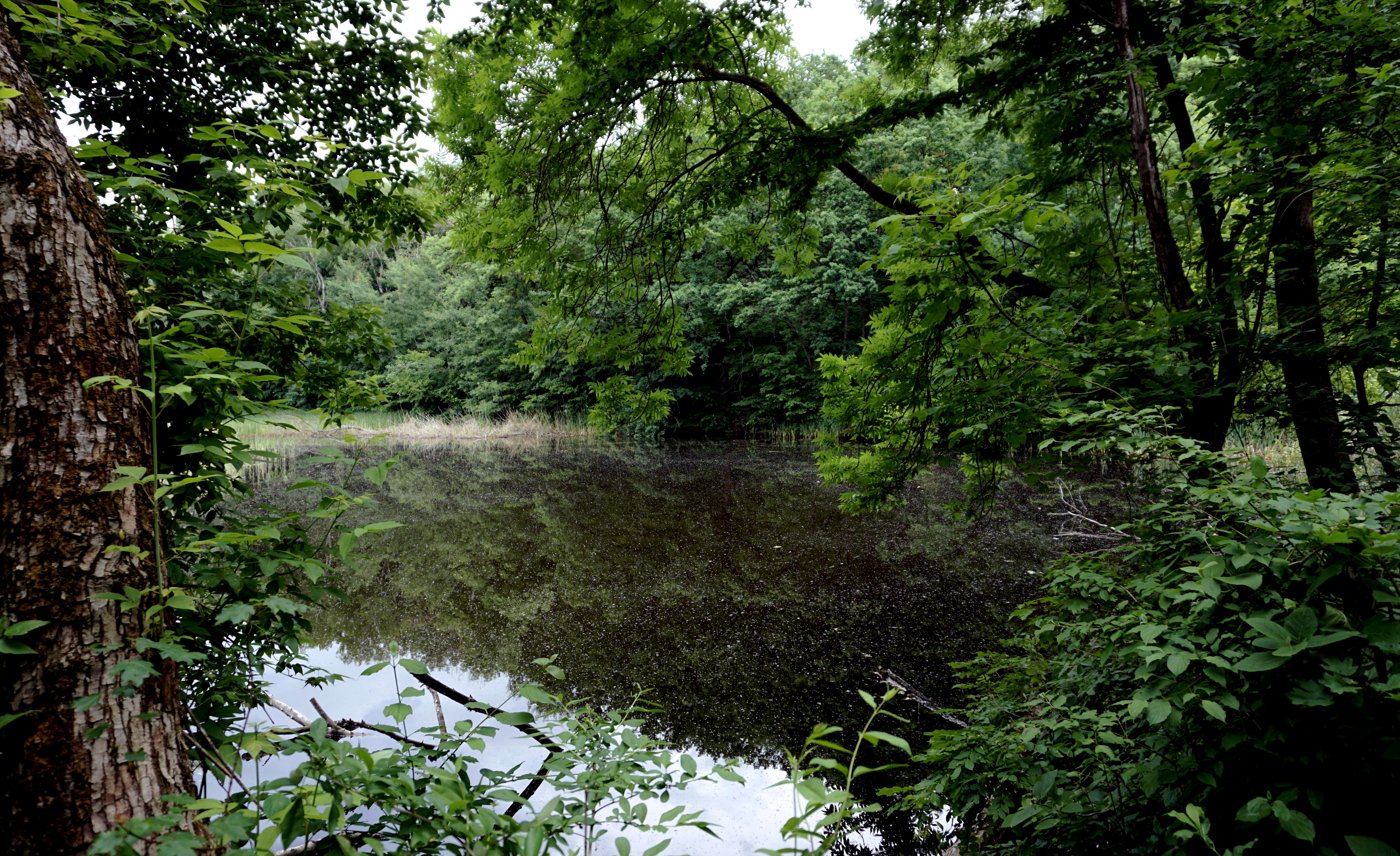